# 灵姑浮
灵姑浮（?—?），春秋后期越国将领。
前496年（周敬王二十四年，鲁定公十四年，吴王阖闾十九年，越王勾践元年），吴国进攻越国，越王勾践率兵抵御吴军，在檇李交战。勾践派敢死队冲锋，吴军阵势不动。勾践派罪犯排成三行，把剑架在脖子上，都自刎而死。吴军看着很吃惊，越王乘机下令进攻，大败吴军。灵姑浮用戈击刺吴王阖闾，阖闾的脚趾受伤，灵姑浮得到吴王的一只鞋。阖闾退兵，在距离檇李七里的陉地死去。